# Premis Ondas 1974
Els Premis Ondas 1974 van ser la vint-i-unena edició dels Premis Ondas, atorgats el 1974. En aquesta edició es diferencien sis categories: Premis Nacionals de ràdio, nacionals de televisió, internacionals de ràdio i televisió, hispanoamericans i especials.

## Nacionals de ràdio
- Llamada a los poetas de REM
- Directo de Radio Barcelona
- Los lunes musicales de RNE
- Polularísimo de la COPE
- Mariano De la Banda de Radio Madrid
- Basilio Rogado de cadena SER
- José Salgado de RNE
- Emilio Díaz de RNE

## Nacionals de televisió
- Raíces de TVE
- Tip y Coll de TVE
- Rosa María Mateo Isasi de TVE
- Jesús Hermida de TVE

## Internacionals de ràdio
- Campanes d'Europa de Deutsche Welle, Alemanya
- L'historie d'une chanson a succès, RTV de Polònia
- Les Secrets de la nature de RTV Iugoslàvia
- Krystyna Melion de RTV de Polònia

## Internacionals de televisió
- Komm Zigan Deutsche Zigeuner Heute de WDR Colonia, Alemanya
- Un geant es des puces de RTV Belga
- Secret of the silver needles de Nippon TV Network Copporation, Japó
- Le car d'avortement de París d'AVRO TV, Holanda

## Hispanoamericans
- Julio César, de Televisa, Mèxic
- Jacobo Zabludowsky director i presentador de 24 horas de Televisa Canal 21, Mèxic
- Sergio Villarruel de Canal 13 - Buenos Aires, Argentina
- Julio Nieto Bernal de Cadena Caracol, Colòmbia
- Latinoamérica de LS1 Radio Ciudad de Buenos Aires, Argentina

## Especials
- Ràdio Barcelona en el seu 50è aniversari
- Guillermo Cañedo de la Bárcena, president OTI de Mèxic
- Maurizio Pardi de RAI Itàlia